# Waldemar Mühlbächer
Waldemar Mühlbächer (ur. 25 września 1937 w Mediaș, zm. 3 lipca 2021 w Berlinie) – niemiecki piłkarz występujący na pozycji pomocnika, reprezentant NRD.

## Życiorys
Urodził się na terenie Rumunii. W latach 40. jego rodzina przeprowadziła się do Meerane, a w 1947 roku jego ojciec Wilhelm rozpoczął grę w lokalnym klubie BSG Einheit. Seniorską karierę Waldemar rozpoczynał w 1954 roku w tym samym klubie, wówczas funkcjonującym pod nazwą BSG Fortschritt. W DDR-Oberlidze zadebiutował 30 marca 1955 roku w zremisowanym 1:1 spotkaniu z SC Rotation Lipsk. Po zakończeniu sezonu 1954/1955 jego klub spadł z DDR-Oberligi. W 1956 roku Mühlbächer został zawodnikiem Dynama Berlin, z którym również spadł z ligi, w 1957 powracając jednak do najwyższej klasy rozgrywkowej. 4 maja 1958 roku zadebiutował w reprezentacji w zremisowanym 1:1 towarzyskim spotkaniu z Albanią. W 1959 roku zdobył z klubem puchar kraju. Karierę zakończył w 1968 roku. Ogółem rozegrał 222 mecze w DDR-Oberlidze, w których zdobył 32 gole.

## Statystyki ligowe
| Sezon     | Klub                    | Liga         | Mecze | Gole |
| --------- | ----------------------- | ------------ | ----- | ---- |
| 1954/1955 | BSG Fortschritt Meerane | DDR-Oberliga | 4     | 1    |
| 1955      | BSG Fortschritt Meerane | DDR-Liga     | 12    | 1    |
| 1956 (w)  | BSG Fortschritt Meerane | DDR-Liga     | 10    | 1    |
| 1956      | SC Dynamo Berlin        | DDR-Oberliga | 17    | 0    |
| 1957      | SC Dynamo Berlin        | DDR-Liga     | 25    | 3    |
| 1958      | SC Dynamo Berlin        | DDR-Oberliga | 23    | 2    |
| 1959      | SC Dynamo Berlin        | DDR-Oberliga | 22    | 0    |
| 1960      | SC Dynamo Berlin        | DDR-Oberliga | 18    | 3    |
| 1961/1962 | SC Dynamo Berlin        | DDR-Oberliga | 29    | 7    |
| 1962/1963 | SC Dynamo Berlin        | DDR-Oberliga | 21    | 2    |
| 1963/1964 | SC Dynamo Berlin        | DDR-Oberliga | 24    | 6    |
| 1964/1965 | SC Dynamo Berlin        | DDR-Oberliga | 19    | 1    |
| 1965/1966 | BFC Dynamo Berlin       | DDR-Oberliga | 25    | 9    |
| 1966/1967 | BFC Dynamo Berlin       | DDR-Oberliga | 20    | 1    |
| 1967/1968 | BFC Dynamo Berlin       | DDR-Liga     | 0     | 0    |